# Opaka (gmina)
Opaka (bułg. Община Опака)  − gmina w północno-wschodniej Bułgarii, w obwodzie Tyrgowiszte.

## Miejscowości
Miejscowości wchodzące w skład gminy Opaka:
- Opaka (bułg.: Опака) − siedziba gminy,
- Golamo Gradiszte (bułg.: Голямо Градище),
- Gorsko Abłanowo (bułg.: Горско Абланово),
- Gyrczinowo (bułg.: Гърчиново),
- Krepcza (bułg.: Крепча),
- Lublen (bułg.: Люблен).